# Medalla del Servei Meritori (Estats Units)
La Medalla al Servei Meritori (anglès: Meritorious Service Medal - MSM) és una condecoració militar que s'atorga als membres de les Forces Armades dels Estats Units que es distingeixen amb uns assoliments meritoris excepcionals o un servei als Estats Units.
Introduïda el 1969, la va ser guardonada durant molt de temps com a condecoració per l'assoliment en temps de pau. Des del 2004, també s'ha atorgat en lloc de la Medalla d'Estrella de Bronze per assoliments meritoris en un teatre de combat designat. Normalment, els actes o serveis prestats han de ser comparables als requerits per a la Legió del Mèrit però en un deure de menor, encara que considerable, responsabilitat.
Un premi i una condecoració superiors, la Medalla del Servei Meritori de Defensa (DMSM), està destinada a serveis similars realitzats en funció del Departament de Defensa dels Estats Units, inclòs l'Estat Major Conjunt, els Comandaments Combatents Unificats i les forces de treball conjuntes sota el seu coneixement.

## Història
A la Conferència de Premis dels Tres Departaments (5 de febrer de 1968), es va discutir la necessitat d'un tercer premi meritori per oferir un reconeixement adequat per a l'assoliment o el servei no de combat comparable al de la Medalla d'Estrella de Bronze per a l'assoliment o el servei de combat. Es va considerar que el prestigi de la Legió del Mèrit es reduïa perquè s'utilitzava amb una freqüència creixent per recompensar el servei per sota de l'estàndard previst de la Legió del Mèrit, però més alt que el requerit per a les medalles d'elogi dels diferents serveis militars.
El Secretari de Defensa (M&RA) va formar un comitè ad hoc per seleccionar un nom. El 8 de novembre de 1968, el comitè va aprovar per unanimitat el nom de "Medalla al Servei Meritori". El president Lyndon B. Johnson va establir la medalla al Servei Meritori a l'Ordre executiva 11448 , de data 16 de gener de 1969. L'Ordre executiva va ser modificada pel president Ronald Reagan per l'Ordre executiva 12312, de data 2 de juliol de 1981, per autoritzar l'adjudicació per als membres de les forces armades de nacions estrangeres amigues.
Fins al 2003, la medalla al Servei Meritori només es podia atorgar per servei en temps de pau i no es podia atorgar en una zona de combat; l'equivalent a la medalla al Servei Meritori per a aquestes zones era la Medalla d'Estrella de Bronze (BSM). Igual que el 1968, quan es va crear la Medalla al Servei Meritori, es va preocupar que el prestigi de la medalla d'Estrella de Bronze també es reduïa durant les operacions de combat al sud-oest asiàtic que havien estat essencialment contínues des del 1990. El 2003, es va autoritzar l'autoritat per atorgar la medalla al Servei Meritori per al servei de zona de combat, retroactiu a l'11 de setembre de 2001.

## Receptors
La Medalla de Servei Meritori s'atorga a tots els rangs per un servei meritori a l'Exèrcit, la Força Aèria, la Guàrdia Costanera i la Força Espacial. Es pot atorgar per un rendiment meritori mentre es treballa en una posició de personal com a oficial de grau de camp, suboficial en cap superior o suboficial superior, o, en el cas d'oficials de grau de camp, per completar amb èxit una visita de comandament a la nivell de batalló (Exèrcit) o esquadró (Exèrcit, Força Aèria o Força Espacial). Poques vegades s'atorga als oficials de graus de pagament O-1 a O-3 (tinent de segona, primer tinent, capità), suboficials subalterns i suboficials en cap dels graus de pagament W-1 i W-2 (WO1 i CW2, només l'exèrcit), i suboficials júniors en graus de pagament E-6 i inferiors.
Dins de l'Exèrcit, d'acord amb l'AR 600-8-22, paràgraf 3-17, l'MSM no es pot actualitzar a una medalla d'estrella de bronze recomanada ni baixar de categoria. A l'Exèrcit, una recomanació de MSM que es rebaixa s'aprovarà com a Medalla d'Elogi de l'Exèrcit (ARCOM).
La Marina dels Estats Units, el Cos de Marines i la Guàrdia Costera  subscriuen una filosofia lleugerament diferent de l'Exèrcit, la Força Aèria i la Força Espacial en l'atorgament de la medalla al Servei Meritori, normalment reservant-lo per a oficials superiors de la Marina i la Guàrdia Costera amb graus de pagament O-5 a O-6 (comandant i capità) i oficials de camp del Cos de Marines en graus de pagament O-5 i O-6 (tinent coronel i coronel), amb el primer premi de la medalla al Servei Meritori que es produeix normalment després de la finalització d'una assignació d'oficial comandant amb èxit a la Nivell O-5. La concessió de la medalla al Servei Meritori a oficials de l'USN, USMC i USCG en grau de pagament O-4 (tinent comandant de la USN i USCG / major USMC) i inferiors, inclosos els oficials de comandament en cap i inferiors (que no sigui com a premi a la jubilació a CWO5 i CWO4) sol ser per excepció i normalment es limita a aquells que han ocupat una de les tasques d'oficial comandant de nivell O-4 del servei (p. ex., vaixell de contramesures contra mines de classe Avenger ) o que serveixen en un personal d'oficial de bandera de la USN o USCG o un personal d'oficial general de l'USMC.

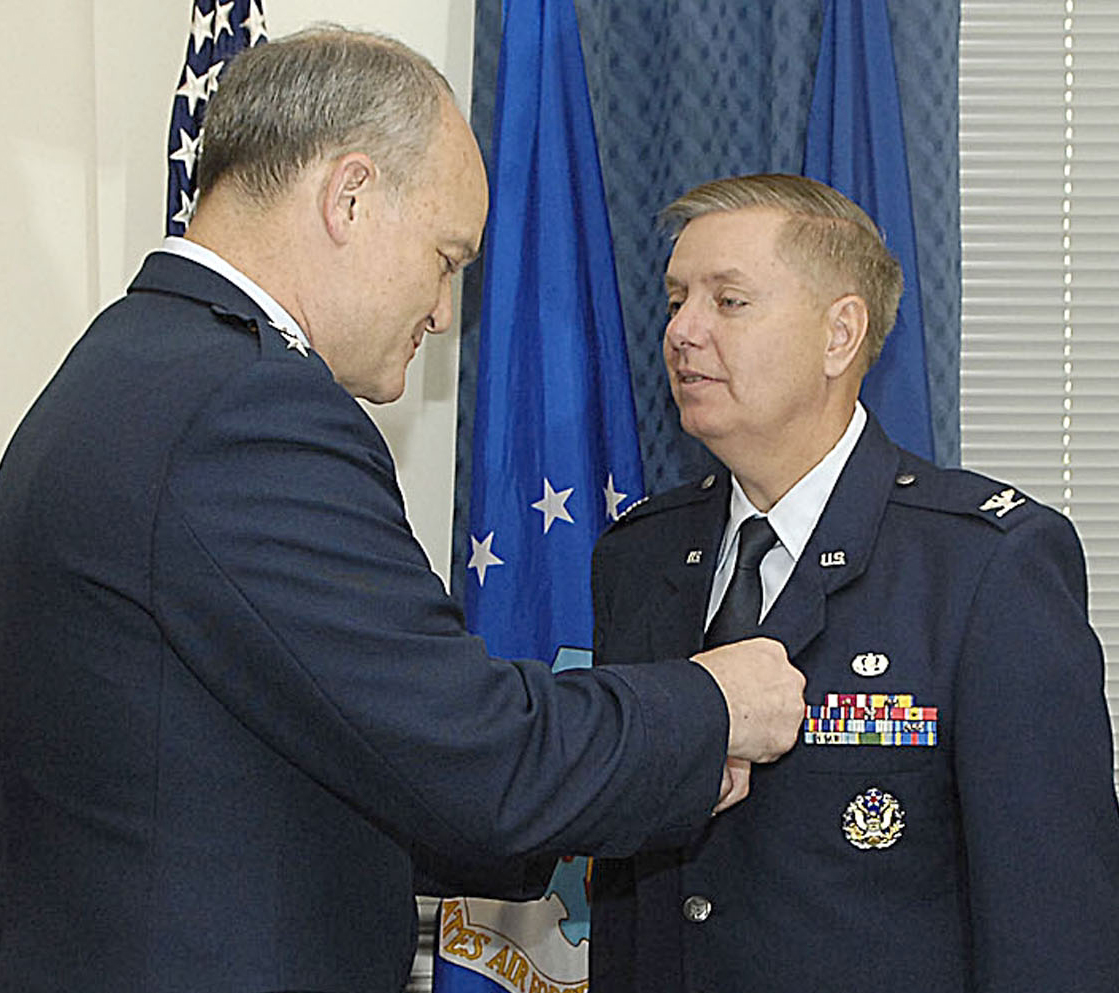
Lt. Gen. Jack L. Rives atorga la Medalla al Servei Meritori al coronel Lindsey Graham, abril 2009

Per als rangs enrolats, la Marina, el Cos de Marines i la Guàrdia Costanera normalment limiten l'adjudicació de la Medalla del Servei Meritori per recompensar els graus E-8 (per exemple, suboficial principal superior de USN/USCG i sergent principal o sergent primer de l'USMC) i E-9 (p. , suboficial en cap de l'USN/USCG i sergent major o sergent principal d'artilleria de l'USMC). Atorgar el MSM per pagar el grau E-7 (per exemple, el suboficial en cap de l'USN/USCG i el sergent d'artilleria de l'USMC) i per sota és molt rar i per excepció. A la Marina, el Cos de Marines i la Guàrdia Costanera, l'autoritat adjudicadora del MSM ha de ser un oficial de bandera o un oficial general amb el grau de pagament O-7 o superior. És més comú que els suboficials en cap de la Marina i la Guàrdia Costanera (normalment els suboficials en cap comandament ) i els sergents d'artilleria i els sergents majors del Cos de Marines rebin el MSM com a premi al final de la gira o quan es jubilen.
El personal militar estranger en les files de l'OTAN OF-5 (equivalent als EUA O-6) i per sota i les persones que hagin mostrat un nivell de servei que justifiqui un premi d'aquesta magnitud també poden ser elegibles per rebre el MSM, si ho aprova un oficial de bandera dels Estats Units o oficial general. Per rebre aquesta medalla, l'individu ha de mostrar un servei excepcionalment meritori en aquest nivell de responsabilitat.

## Disseny
La Medalla del Servei Meritori és una medalla de bronze, d'1,5 polzades de diàmetre total, que consta de sis raigs que emeten dels tres punts superiors d'una estrella de cinc puntes amb vores bisellades i que conté dues estrelles més petites definides per contorns incisos; davant de la part inferior de l'estrella una àguila amb les ales alçades dempeus sobre dues branques de llorer corbades cap amunt lligades amb una cinta entre els peus de l'àguila. Al revers hi ha les inscripcions encerclades "UNITED STATES OF AMERICA" ("ESTATS UNITS D'AMÈRICA") i "MERITORIOUS SERVICE" ("SERVEI MERITORI"). La cinta de suspensió té 1 3/8 de polzada d'ample i consta de les franges següents: 1/8 de polzada Crimson 67112; 1/4 polzada Blanc 67101; centre de 5/8 polzades Crimson; 1/4 polzada blanc; i Crimson d'1/8 de polzada.
La medalla va ser dissenyada per Jay Morris de l'Institut d'Heràldica , i el disseny va ser aprovat el 20 de març de 1969 pel comitè de medalles designat pel secretari de defensa. El disseny de la cinta segueix els colors utilitzats per a la Legió del Mèrit per reflectir el paral·lelisme entre les dues medalles. L'àguila , símbol dels Estats Units, s'aixeca sobre branques de llorer que denoten èxit. L'estrella s'utilitza per representar el servei militar i els raigs que se'n desprenen denoten els esforços constants dels individus per aconseguir mitjançant un servei excel·lent i meritori.
Els premis addicionals de la Medalla al Servei Meritori es denoten amb manats de fulles de roure de bronze a l'Exèrcit, la Força Aèria i la Força Espacial, amb un manat de fulles de roure platejat que denota cinc premis addicionals. (1 OLC de plata més la medalla en representa sis) i estrelles d'or de 5/16 polzades a la Marina, el Cos de Marines la Guàrdia Costera (amb una estrella de plata de 5/16 polzades que denota cinc premis addicionals). Aquests dispositius també estan autoritzats per al seu desgast a la cinta de suspensió i servei de la medalla. En determinats casos, la Guàrdia Costanera també autoritza un dispositiu de distinció operacional per a la medalla.